# Octomeria guentheriana
Octomeria guentheriana är en orkidéart som beskrevs av Friedrich Fritz Wilhelm Ludwig Kraenzlin. Octomeria guentheriana ingår i släktet Octomeria och familjen orkidéer. Inga underarter finns listade i Catalogue of Life.